# Шіна Фатай Алеге
Пан Шіна Фатай Алеге (англ. Shina (Adeshina) Fatai Alege) — нігерійський дипломат. Надзвичайний і Повноважний Посол Нігерії в Україні (з 2021).

## Життєпис
Закінчив коледж в місті Абеокута. Навчався в Міжнародному миротворчому навчальному центрі Кофі Аннана.
Працював в місцевому самоврядуванні міста Ісейін, штат Ойо, Нігерія. 1 липня 2020 року був висунутий від штату Ойо на призначення не кар'єрним послом. 22 липня 2020 року сенат Нігерії дав згоду на призначення 37 послів Президентом. 21 січня 2021 року — призначений Указом Президента Нігерії Мухаммадом Бухарі — Надзвичайним і Повноважним Послом Нігерії в Україні.
11 червня 2021 року — вручив копії вірчих грамот заступнику міністра закордонних справ України Дмитру Сеніку.
19 серпня 2021 року — вручив вірчі грамоти Президенту України Володимиру Зеленському.